# سایکی (فضاپیما)
سایکی (به انگلیسی: Psyche) یک مأموریت مدارگردی برنامه‌ریزی شده است که با مطالعه سیارک فلزی سایکی ۱۶، منشأ هسته‌های سیاره ای را کشف خواهد کرد. لیندی الکینز-تانتون از دانشگاه ایالتی آریزونا محقق اصلی این مأموریت است که آن را برای برنامه دیسکاوری ناسا پیشنهاد داده است. آزمایشگاه پیشرانه جت ناسا (JPL) این پروژه را مدیریت خواهد کرد.